# Sphaeramene polytylotos
Sphaeramene polytylotos is een pissebed uit de familie Sphaeromatidae. De wetenschappelijke naam van de soort is voor het eerst geldig gepubliceerd in 1914 door Keppel Harcourt Barnard.